# Wilhelm Westphal
Wilhelm Heinrich Westphal (Hamburgo, 3 de março de 1882 — Berlim, 5 de junho de 1978) foi um físico alemão.
Foi o primeiro cientista alemão conhecido a visitar a União das Repúblicas Socialistas Soviéticas, em 1921.[carece de fontes?] Estudou física de 1902 a 1906 na Universidade de Bonn, na Universidade de Munique e na Universidade de Stuttgart, e depois de formar-se foi assistente no Instituto de Física da Universidade Humboldt de Berlim. Completou o doutorado em 1908 e habilitou-se em 1913.

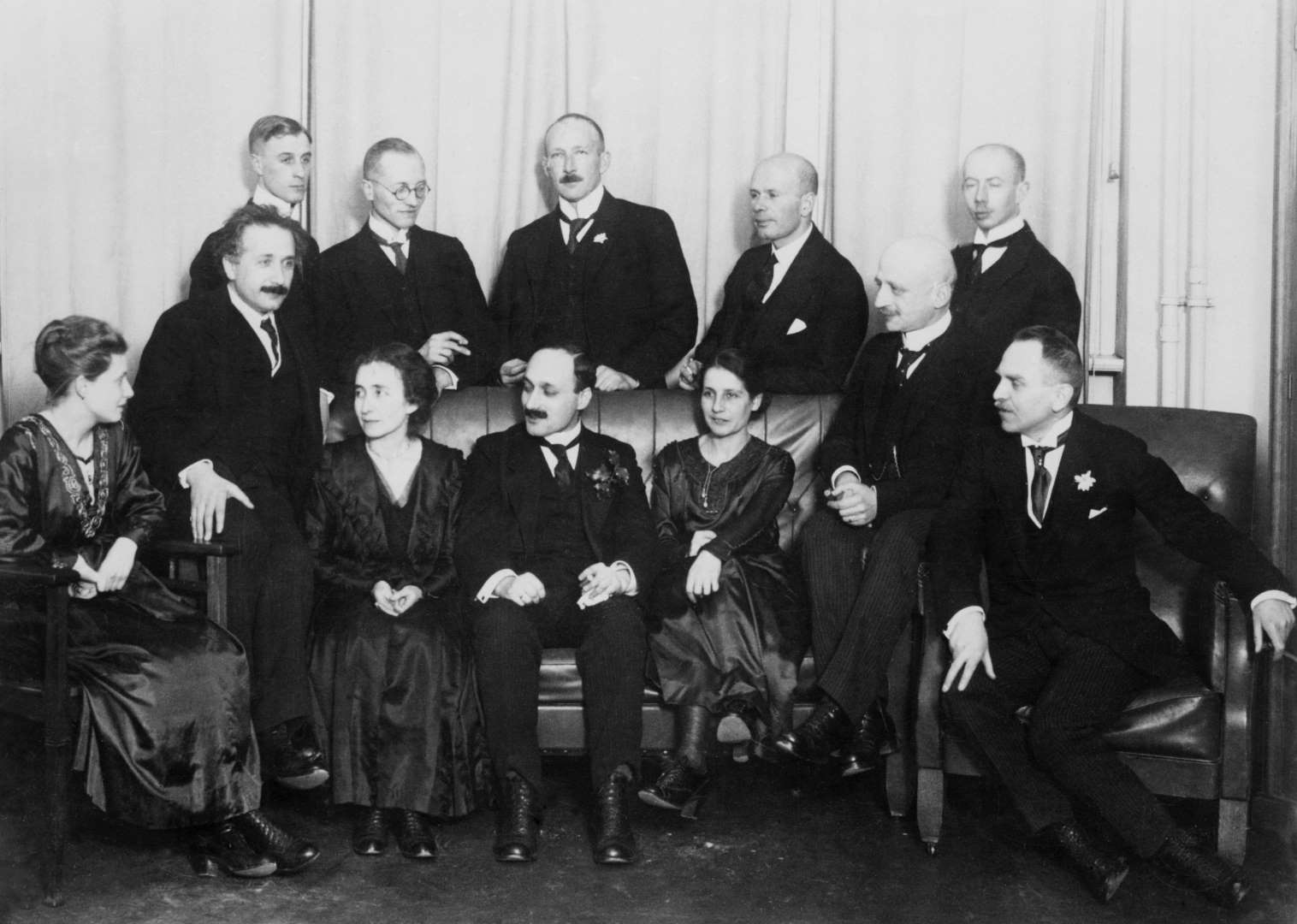
Físicos e químico de Berlim em 1920. De pé, da esquerda para a direita: Walter Grotrian, Wilhelm Westphal, Otto von Baeyer, Peter Pringsheim, Gustav Ludwig Hertz. Sentados, da esquerda para a direita: Hertha Sponer, Albert Einstein, Ingrid e James Franck, Lise Meitner, Fritz Haber, Otto Hahn.

De 1915 a 1918 participou da Primeira Guerra Mundial. Após a guerra foi professor da Universidade Humboldt de Berlim.
Desde 1928 foi professor na Universidade Técnica de Berlim, até aposentar-se em 1955.

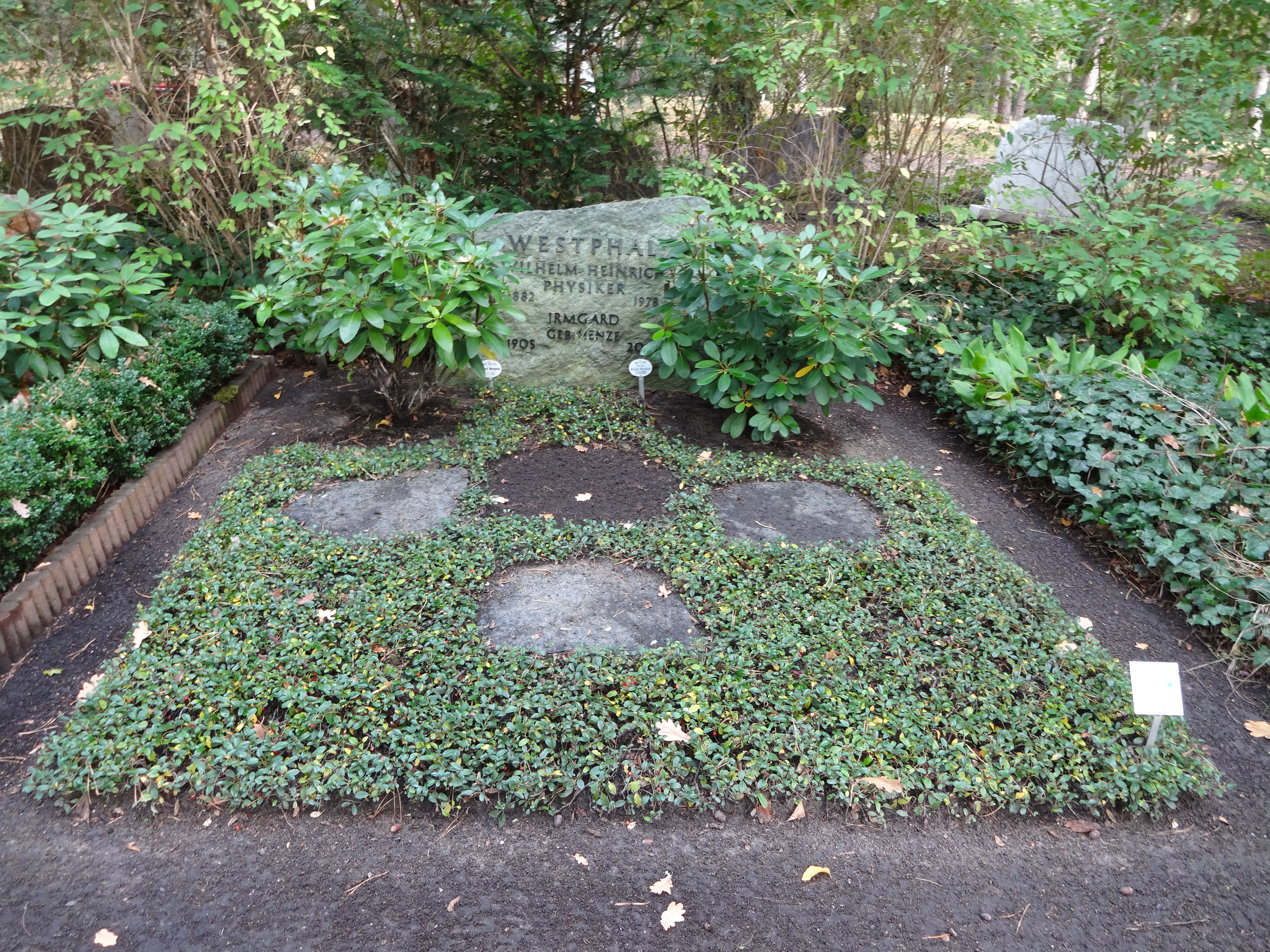
Sepultura no Waldfriedhof Zehlendorf em Berlim

## Obras
- Wilhelm Westphal Physik - Ein Lehrbuch (Springer, 1928, 1937, 1944, 1947, 1953, 1956, 1969). This book was in at least 26 editions.[1]
- Wilhelm Westphal Physikalisches Praktikum (Vieweg, 1938, 1943, 1966)
- Wilhelm Westphal Physik des alltäglichen Lebens (Societäts-Verlag, 1940)
- Wilhelm H. Westphal Atomenergie (West-Kulturverl., 1948)
- Wilhelm Westphal Die Relativitäts - Theorie (Kosmos Verlag, 1955)
- Wilhelm Westphal Die Relativitätstheorie. Ihre Grundtatsachen und ihre Bewährung als Wegweiser der Forschung. Kosmos Band 205 (Franckh'sche Verlagsbuchhandlung, 1955)
- Wilhelm Westphal Deine tägliche Physik (Ullstein, 1957, 1977, 1978)
- Wilhelm Westphal Kleines Lehrbuch der Physik: Ohne Andwendung höherer Mathematik (Springer, 1948, 1961, 1963, 1967). This book was favorably reviewed in the U.S.[2]
  - Wilhelm Westphal A Short Textbook of Physics (Springer, 1968); translated from the 6th to 8th German editions. This book was reviewed favorably in the U.S.[3]
- Wilhelm Westphal Physics For You and Me (Harrap, 1962)
- Wilhelm H. Westphal Physics can be fun (Hawthorn, 1962)
- Wilhelm Westphal Die Grundlagen des physikalischen Begriffssystems (Vieweg, 1965)
- Wilhelm Westphal, editor Die Wissenschaft / Einzeldarstellungen aus der Naturwissenschaft und der Technik Band 88 / Pascual Jordan die Physik des 20. Jahrhunderts (Vieweg)